# Delawares flag
Delawares flag består af en lys blågrå dug med delstatens våben sat i en lys gul-brun rhombe i flagets midte. Langs dugens nedre kant står indskriften "DECEMBER 7, 1787". 
Flaget er lavet efter forlæg fra delstatens troppefaner fra borgerkrigen, mens den blå farve er hentet fra uniformsfarverne, der blev benyttet af delstatens tropper. Datoen 7. december 1787 henviser til, at Delaware var først ude med ratificeringen af USA's forfatning.
Delawares flag blev indført 24. juli 1913 og igen officielt vedtaget 13. juni 1955. Baggrunden for denne dobbelte officielle vedtagelse er, at loven om flaget i 1953 faldt ud under revisionen af delstatens officielle lovbog.